# Bailey Wright
Bailey Colin Wright (Melbourne, Australia, 28 de julio de 1992) es un futbolista australiano que juega de defensa en el Lion City Sailors F. C. de Singapur.

## Trayectoria

### Inicios
Wright pasó sus años como juvenil en el Langwarrin SC, antes de jugar una temporada con el Mornington y otra con el Dandenong Thunder. Fue identificado como un prometedor talento, eventualmente siendo elegido al equipo del estado de Victoria en 2007. Pasó un tiempo con el Victoria Institute of Sport, y poco después se mudó a Inglaterra para jugar con una beca por dos años en el Preston North End.

### Preston North End
En su primera temporada con Preston North End, Wright jugó más que todo como mediocampista central para el equipo de reservas y el equipo sub-18, pero eventualmente fue convocado al primer equipo en abril, formando parte de lista oficial de jugadores disponibles en un partido contra el Coventry City. Comenzó la temporada 2010-11 con su debut como profesional en la primera ronda de la Copa de la Liga de Inglaterra, jugando los 90 minutos en la victoria 5-0 contra Stockport County. El 13 de diciembre de 2010, Wright firmó un contrato profesional con el club por dos años.
Wright debutó con Preston en la liga el 5 de marzo de 2011 en un partido frente al Norwich City. Anotó su primer gol como profesional el 7 de abril de 2012 frente al MK Dons.
Wright fue elegido como el Jugador Joven del Año de Preston North End de la temporada 2012-13. El 1 de mayo de 2013 firmó un nuevo contrato por dos años, con la opción de extender su paso por Preston North End por un año más.

## Selección nacional
Wright fue parte del equipo australiano sub-17 que llegó a los cuartos de final del torneo sub-16 de la AFC, quedando fuera de la Copa Mundial de Fútbol sub-17 de 2009 por muy poco luego de perder contra los Emiratos Árabes Unidos.
El 13 de mayo de 2014 Wright fue incluido por Ange Postecoglou, el entrenador de la selección australiana. en la lista preliminar de 30 jugadores con miras a la Copa Mundial de Fútbol de 2014. Semanas después, fue confirmado en la lista final de 23 jugadores el 3 de junio. No obstante, no llegó a jugar ningún partido en el torneo.
Wright hizo su debut entrando como titular en un amistoso frente a Arabia Saudita en Craven Cottage en Londres. Anotó su primer gol internacional en este partido, dándole a Australia una ventaja por dos goles.

### Goles internacionales
| #  | Fecha                   | Lugar                               | Oponente       | Gol | Resultado | Competición |
| -- | ----------------------- | ----------------------------------- | -------------- | --- | --------- | ----------- |
| 1. | 8 de septiembre de 2014 | Craven Cottage, Londres, Inglaterra | Arabia Saudita | 1–3 | 2–3       | Amistoso    |

## Palmarés

### Títulos nacionales
| Título           | Club                    | País       | Año  |
| ---------------- | ----------------------- | ---------- | ---- |
| EFL Trophy       | Sunderland A. F. C.     | Inglaterra | 2021 |
| Copa de Singapur | Lion City Sailors F. C. | Singapur   | 2023 |
| Community Shield | Lion City Sailors F. C. | Singapur   | 2024 |